# White God
White God (tiếng Hungary: Fehér isten) là một bộ phim chính kịch phát hành năm 2014 của Hungary do Kornél Mundruczó làm đạo diễn. Phim giành giải Un Certain Regard tại Liên hoan phim Cannes 2014. Các chú chó trong phim cũng được trao giải Palm Dog tại liên hoan phim này.

## Diễn viên
- Zsófia Psotta trong vai Lili
- Sándor Zsótér trong vai Dániel
- Lili Horváth trong vai Elza
- Szabolcs Thuróczy trong vai Ông già
- Lili Monori trong vai Bev
- Gergely Bánki trong vai Người bắt chó
- Tamás Polgár trong vai Người bắt chó